# Mila (singel)
Mila (serb. Мила) – singel serbskiego piosenkarza Princa wydany w dwóch wersjach odpowiednio 27 stycznia 2025 i 16 marca 2025, nakładem wytwórni PGP-RTS. Kompozycja będzie reprezentować Serbię w 69. Konkursie Piosenki Eurowizji (2025).

## Tło i kompozycja
Utwór został napisany i wyprodukowany przez Dejana Nikolića we współpracy z Željko Joksimovićem. Piosenkarz stwierdził, że piosenka reprezentuje to co przechodzi teraz w swoim życiu miłosnym, mówiąc: „Pragnę śpiewać to co mam aktualnie w sercu, choć utwór jest delikatny to zawiera w sobie również pewien ciężar. Postrzegam go jako opowieść o potrzebie akceptacji tego, co niesie życie. Zwłaszcza, kiedyś kogoś kochasz, czasem musisz pogodzić się z tym, ze nie możecie być razem”.

## Konkurs Piosenki Eurowizji
18 lipca 2024 serbski nadawca RTS potwierdził swój udział w konkursie oraz rozpoczął przyjmowanie zgłoszeń do kolejnej edycji preselekcji Pesma za Evroviziju. 10 grudnia 2024 utwór zakwalifikował się do stawki preselekcji. 28 lutego 2025 zwyciężył final eliminacji zdobywszy 18 punktów w głosowaniu jurorów i telewidzów, otrzymując tym samym prawo do reprezentowania Serbii w Konkursie Piosenki Eurowizji 2025 w Bazylei.